# Glochidion pitcairnense
Glochidion pitcairnense är en emblikaväxtart som först beskrevs av Forest Buffen Harkness Brown, och fick sitt nu gällande namn av Harold St.John. Glochidion pitcairnense ingår i släktet Glochidion och familjen emblikaväxter. IUCN kategoriserar arten globalt som sårbar. Inga underarter finns listade i Catalogue of Life.